# Sólstafir
Sólstafir (isländisch für sich ausbreitende Sonnenstrahlen bzw. Strahlenbüschel) ist eine Post-Metal-Band aus Reykjavík in Island.

## Bandgeschichte
Die Band entstand 1994 als Nebenprojekt von Aðalbjörn Tryggvason und Halldór Einarsson, während diese noch bei anderen Bands spielten. Als sich diese Bands auflösten, schlossen sich die beiden im Dezember 1994 mit Schlagzeuger G. Ó. Pálmason zusammen. Nach etwa vier Monaten begannen sie mit der Aufnahme der ersten Demoaufnahme Í Norðri, die sie im Juni 1995 auf 100 Stück limitiert veröffentlichten und das viele Kritiker an Burzum erinnerte.
Im Dezember desselben Jahres, als sie mit sechs Songs in neuem Stil ein weiteres Demo aufnehmen wollten, erhielten sie ein Angebot vom tschechischen Label View Beyond Records, worauf sie vier der Songs für die EP Til Valhallar verwandten. Das Label veröffentlichte im August 1996 zuerst 1.000 Stück der EP und presste später noch 500 Kopien nach.
1999 erhielten sie einen Vertrag beim deutschen Label Ars Metalli Records, worauf sie mit der Aufnahme ihres Debütalbums begannen. Nach zahlreichen Verzögerungen und Schwierigkeiten erschien 2002 Í Blóði Og Anda (dt. ‚In Blut und Geist‘). Kurz danach meldete das Label Konkurs an. Halldór Einarsson verließ zur selben Zeit die Band und wurde durch Svavar Austman Traustason ersetzt.
Während die ersten beiden Veröffentlichungen vor allem im Bereich von Black und Viking Metal anzusiedeln waren, nahmen sie hier viele Hardcore-Punk-Elemente in ihre Musik auf, der Gesang glich nun mehr einem im Punk üblichen Shouting. Bereits das Debüt erhielt gute Kritiken. Alex von The Metal Observer verglich das Album mit dem Debütalbum HEart of the Ages der norwegischen Band In the Woods….
Da sich kurz danach auch Sæþór Maríus Sæþórsson als zweiter Gitarrist der Band anschloss, nahmen sie im Februar 2002 erstmals zu viert das Demo Black Death: The Demo auf. Durch das Internet auf sie aufmerksam geworden, meldete sich das Label Ketzer Records, das drei der Lieder vom Demo in Kooperation mit Neodawn Productions als 7" EP veröffentlichte. Black Death: The EP war auf 500 Stück limitiert und von vornherein bereits ausverkauft.

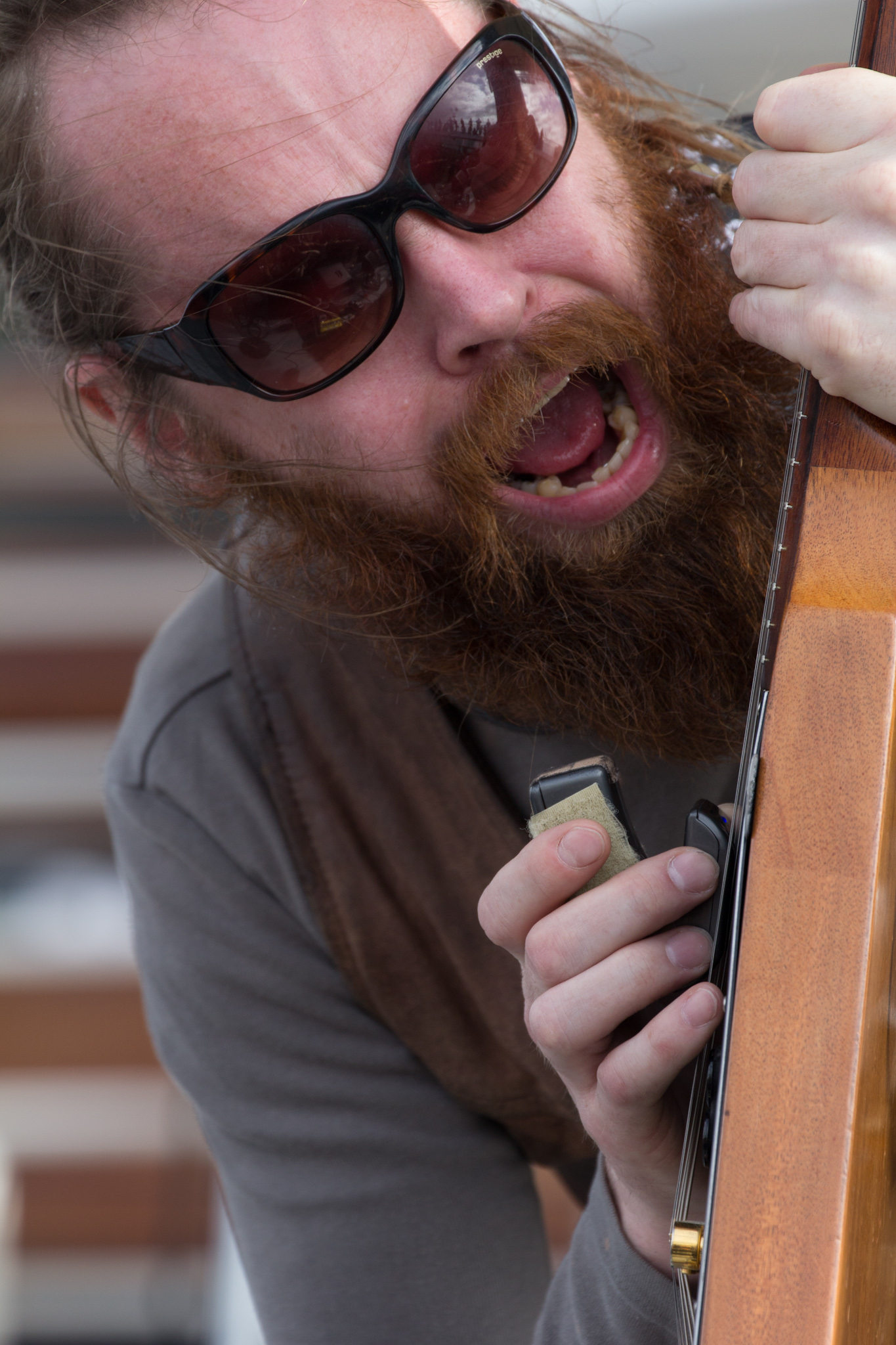
Aðalbjörn Tryggvason auf der Barge to Hell, 2012

Bis 2005 dauerte es, dass Sólstafir genug Material für ein neues Album hatten. Daraufhin unterzeichneten sie bei Spinefarm Records. Am 30. Dezember 2005 erschien Masterpiece of Bitterness. Das Album stellt musikalisch eine Abkehr vom typischen Viking Metal und fällt deutlich vielschichtig, abwechslungsreich und progressiv aus. So werden Elemente aus Doom Metal, Post-Rock, Psychedelic Rock, Ambient und Punk kombiniert. Auch dieses Album wurde gut aufgenommen, es sei durchdachter als der Vorgänger und werde der rauen Natur Islands gerecht.
Auf Köld (2009) und Svartir Sandar (2011) entwickelten sie diesen Stil weiter. Auf Köld tauchten einige rockige Parts auf, welche den Rezensenten auf Metal1.info an Kyuss erinnerten, Svartir Sandar schlug einen etwas anderen Stil ein, welcher als etwas kratziger als der Vorgänger, aber ebenfalls sehr abwechslungsreich beschrieben wird. So beginnt der Opener Ljos í Stormi eher melancholisch, während Þín Orð aggressiv und schrammelig ist. 2010 traten Sólstafir auf dem Summer Breeze und auf dem Wacken Open Air auf.
Am 29. August 2014 erschien das fünfte Studioalbum Ótta, auf dem die Band den Ablauf eines Tages gemäß der traditionellen isländischen Zeiteinteilung in dreistündige Intervalle (Lágnætti, Ótta, Rismál, Dagmál, Miðdegi, Nón, Miðaftann und Náttmál) vertonte. Im Herbst ging die Band auf ihre erste Headliner-Tournee.
Bei der Konzerttournee im Frühjahr 2015 fehlte Guðmundur Óli Pálmason. In einer kurzen Stellungnahme in einem Weblog bezeichnete sich Guðmundur am 26. Januar als „Ex-Drummer von Sólstafir“. Am 3. Juni 2015 veröffentlichte er auf derselben Website eine ausführliche Stellungnahme, in der er beschreibt, wie er am 20. Januar – einen Tag vor der Abreise zur Tournee – von den anderen drei Musikern aus der Band ausgeschlossen wurde.

## Diskografie

### Alben
| Jahr | Titel Musiklabel                                    | Höchstplatzierung, Gesamtwochen, AuszeichnungChartplatzierungen (Jahr, Titel, Musiklabel, Platzierungen, Wochen, Auszeichnungen, Anmerkungen) | Höchstplatzierung, Gesamtwochen, AuszeichnungChartplatzierungen (Jahr, Titel, Musiklabel, Platzierungen, Wochen, Auszeichnungen, Anmerkungen) | Höchstplatzierung, Gesamtwochen, AuszeichnungChartplatzierungen (Jahr, Titel, Musiklabel, Platzierungen, Wochen, Auszeichnungen, Anmerkungen) | Anmerkungen                             |
| Jahr | Titel Musiklabel                                    | DE | AT | CH | Anmerkungen                             |
| ---- | --------------------------------------------------- | --- | --- | --- | --------------------------------------- |
| 2002 | Í Blóði og Anda Ars Metalli                         | — | — | — | Erstveröffentlichung: 8. Januar 2002    |
| 2004 | Masterpiece of Bitterness Spikefarm Records         | — | — | — | Erstveröffentlichung: 30. Dezember 2005 |
| 2009 | Köld Ranka Recordings, Spinefarm Records            | — | — | — | Erstveröffentlichung: 21. Februar 2009  |
| 2011 | Svartir Sandar Season of Mist                       | — | — | — | Erstveröffentlichung: 14. Oktober 2011  |
| 2014 | Ótta Season of Mist                                 | DE25 (1 Wo.)DE | AT65 (1 Wo.)AT | CH64 (1 Wo.)CH | Erstveröffentlichung: 29. August 2014   |
| 2017 | Berdreyminn Season of Mist                          | DE30 (1 Wo.)DE | AT35 (1 Wo.)AT | CH42 (1 Wo.)CH | Erstveröffentlichung: 26. Mai 2017      |
| 2020 | Endless Twilight of Codependent Love Season of Mist | DE23 (1 Wo.)DE | AT48 (1 Wo.)AT | CH39 (1 Wo.)CH | Erstveröffentlichung: 6. November 2020  |
| 2024 | Hin helga kvöl Century Media                        | DE19 (1 Wo.)DE | AT31 (1 Wo.)AT | CH22 (… Wo.)CH | Erstveröffentlichung: 8. November 2024  |

### EPs
- 1996: Til Valhallar (View Beyond Records; Wiederveröffentlichung 2003 von Oskorei Productions)
- 2002: Black Death (Ketzer Records)
- 2004: Promo 2004 (Svalbard)

### Demos
- 1995: Í Norðri
- 1997: Promo Tape September 1997
- 1998: Unofficial Promo 1998